# Pantoporia agina
Pantoporia agina är en fjärilsart som beskrevs av Hans Fruhstorfer 1898. Pantoporia agina ingår i släktet Pantoporia och familjen praktfjärilar. Inga underarter finns listade i Catalogue of Life.